# Spitalkirche St. Johannes der Täufer (Iphofen)

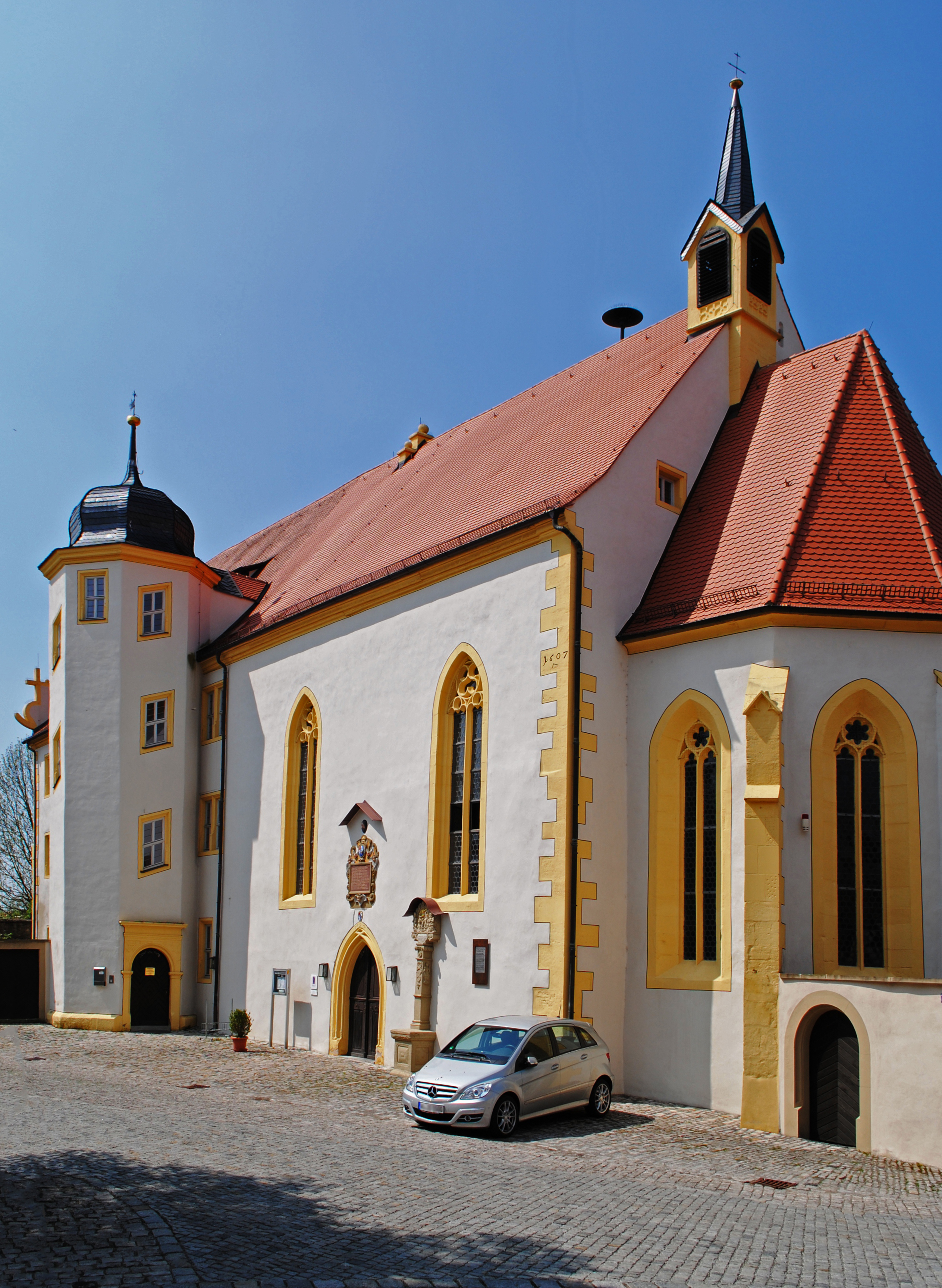
Spitalkirche St. Johannes

Die Spitalkirche St. Johannes der Täufer im Norden des Julius-Echter-Platzes ist eines der Wahrzeichen der Stadt Iphofen. Neben dem Gottesdienstraum enthält sie Gemeinderäume der evangelischen Gemeinde.

## Geschichte
Im Jahr 1338 wurde das Spital St. Johannes Baptistae vom Iphöfer Bürger Berthold Schurig gegründet und von Bischof Otto II. von Wolfskeel bestätigt. Es sollte der Unterbringung von Armen, Alten und Kranken dienen.
Der Niedergang der Stiftung folgte im 16. Jahrhundert, als die Gebäude verfielen. Erst der Würzburger Fürstbischof Julius Echter von Mespelbrunn regte 1607 die Instandsetzung und Erweiterung an, die sich bis ins Jahr 1615 hinzogen. Außer dem Chor wurden alle Teile erneuert. Im Dreißigjährigen Krieg verfielen die Spitalgebäude erneut. Die Felder verödeten und in der Spitalkirche wurden Schafe gehalten. Der Innenraum der Kirche und die Spitalgebäude mussten danach gründlich erneuert werden. 1725 wurde eine Flachdecke eingezogen. Der endgültige Niedergang der Stiftung war im Jahr 1977, als die letzten beiden Ordensschwestern abgezogen wurden. Mit dem Weggang der Franziskanerinnen aus dem Mutterhaus Mallersdorf wurde zunächst auch das Alten- und Pflegeheim aufgelöst.:35
Nach dem mehrjährigen Leerstand fand sich 1983 für Spital und Kirche ein neuer Verwendungszweck. Die evangelischen Christen Iphofens schlossen einen Nutzungsvertrag mit der Stadt. Die umfangreichen Renovierungsarbeiten dauerten bis zur Einweihung am 29. März 1987. In den Jahren 2008–2010 musste erneut grundlegend renoviert werden. Die evangelische Kirchengemeinde Iphofen erhielt neben dem Gotteshaus auch Gemeinderäume. Es entstand auch ein Jugend-Übernachtungshaus der Evangelischen Jugend des Dekanats Kitzingen.
Das Bayerische Landesamt für Denkmalpflege listet das Spitalkirchengebäude unter der Nummer D-6-75-139-26.

## Architektur
Heute präsentiert sich das Gebäude im Westen mit Volutengiebeln. Die Vorderfront hat schmale hohe Fenster und einen Treppenturm mit Pforte. Das Kirchengebäude besitzt Maßwerkfenster und wird vom Chor aus dem 15. Jahrhundert begrenzt. Fenster und Türen verweisen auf eine spätmittelalterliche Bauzeit. Die Inschrift „Freu dich du alte schwache Schahr/ Dißorts Gott segnet dich fürwar/ Durch Bischoff Julium des handt/ Weißlich regirt das Franckenlandt/ Über Virtzig Jahr vnd baut gantz New/ Viel Kirchen Schuel vnd andere Bew/ Wie dan vor augen diß Spittal/ Bitt das er komm in Himmels Saal“ über dem Portal trägt allerdings die Jahreszahl 1607.

## Ausstattung

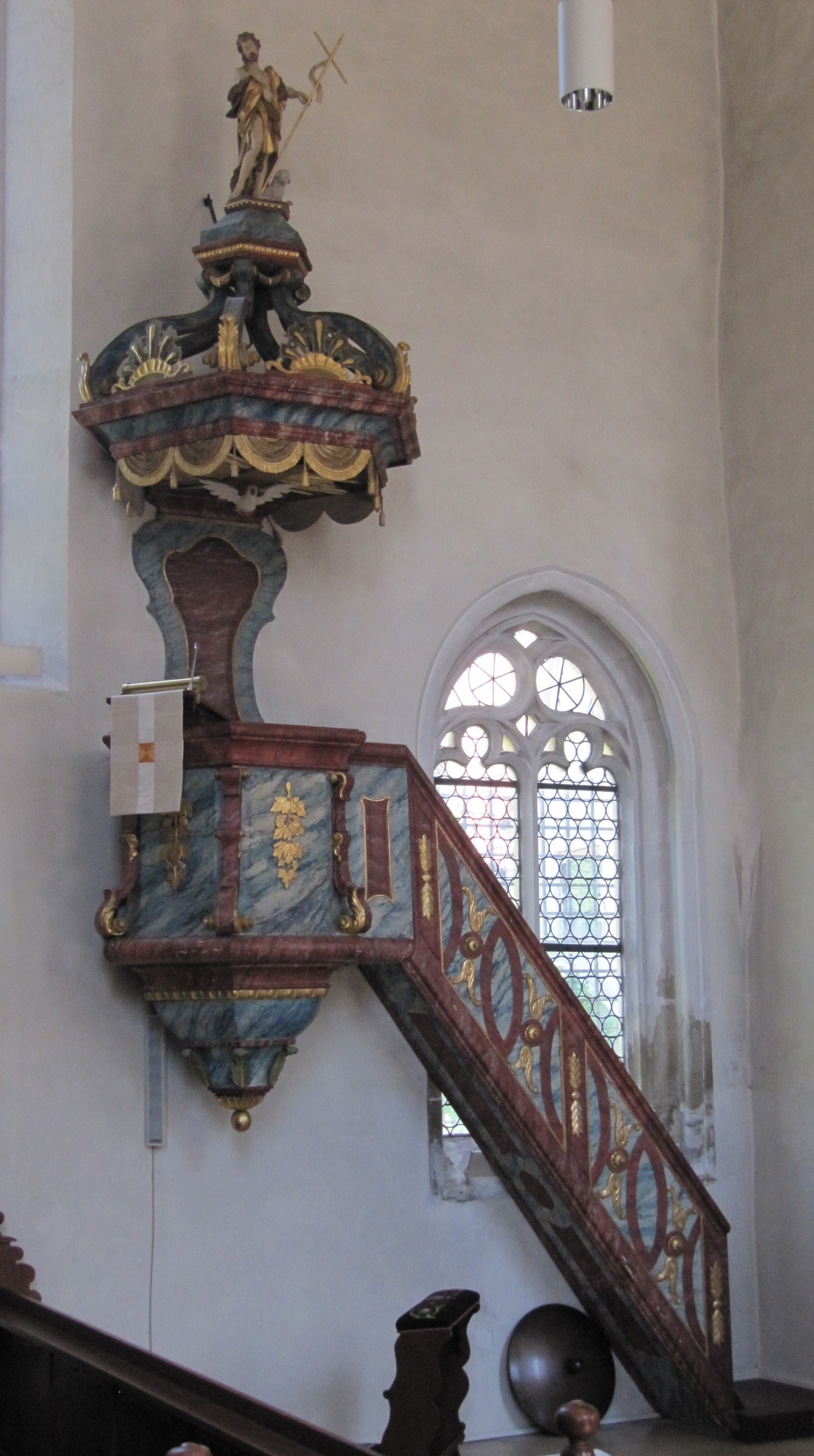
Kanzel
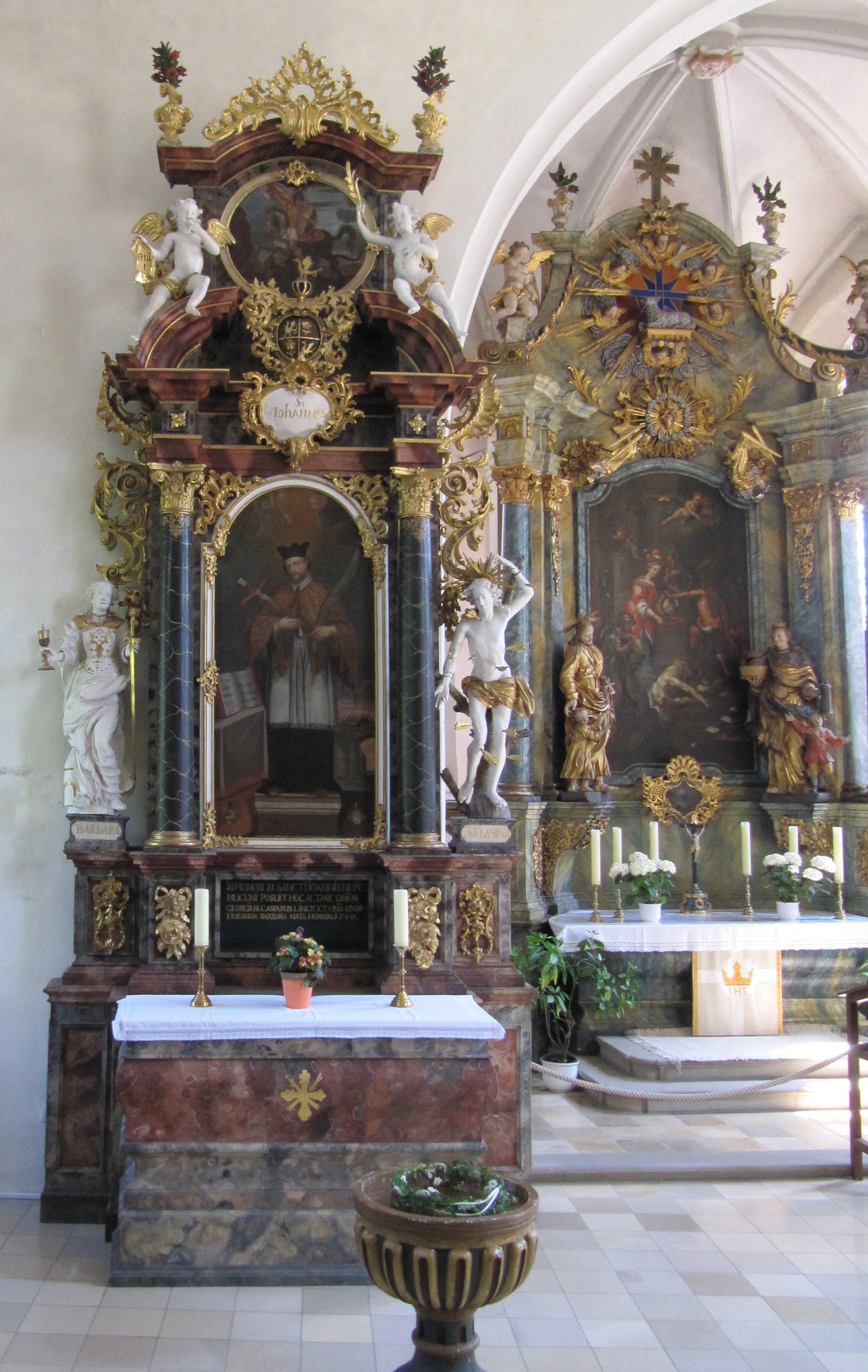
Nördlicher Seitenaltar mit Hauptaltar
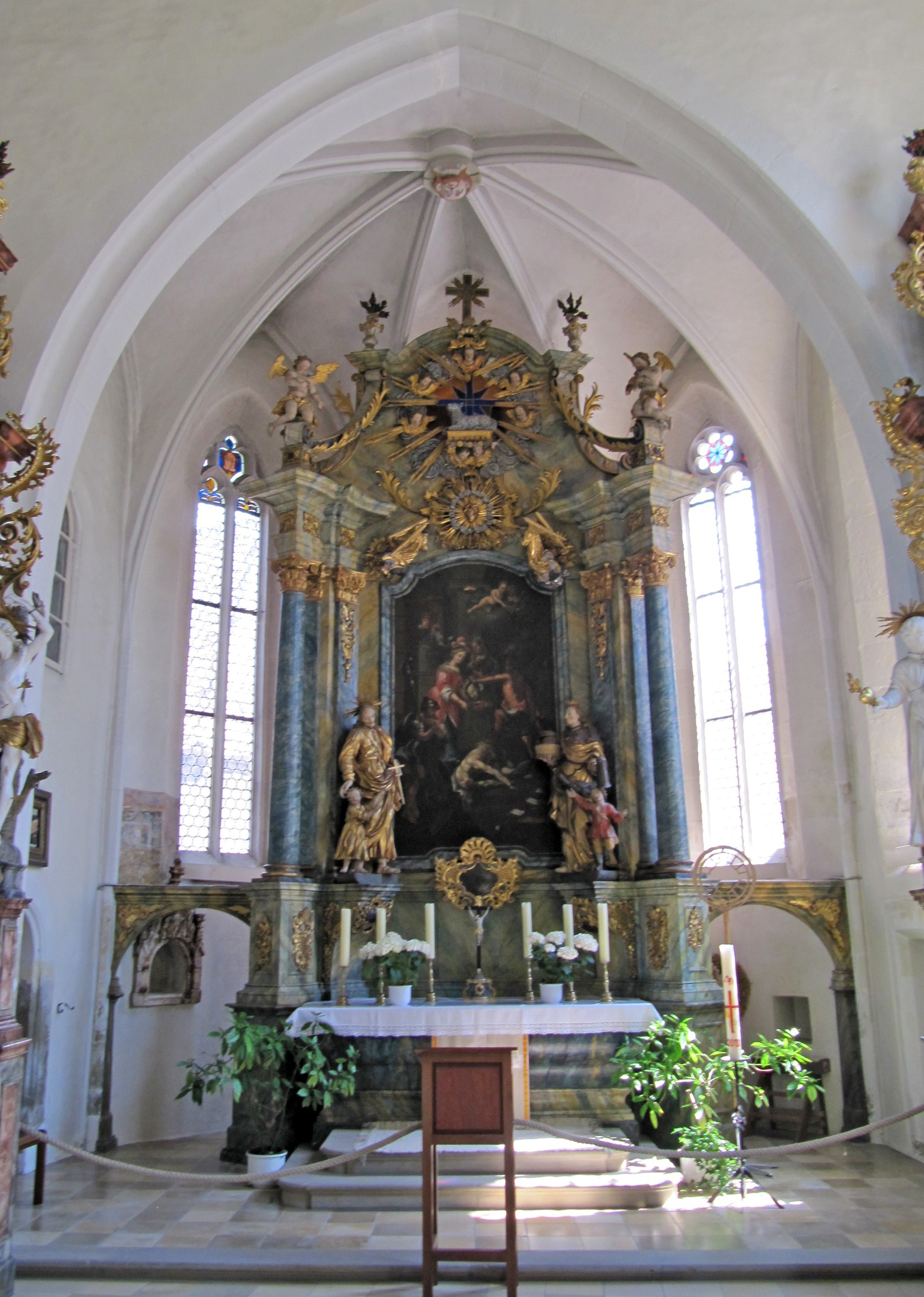
Chorraum der Spitalkirche
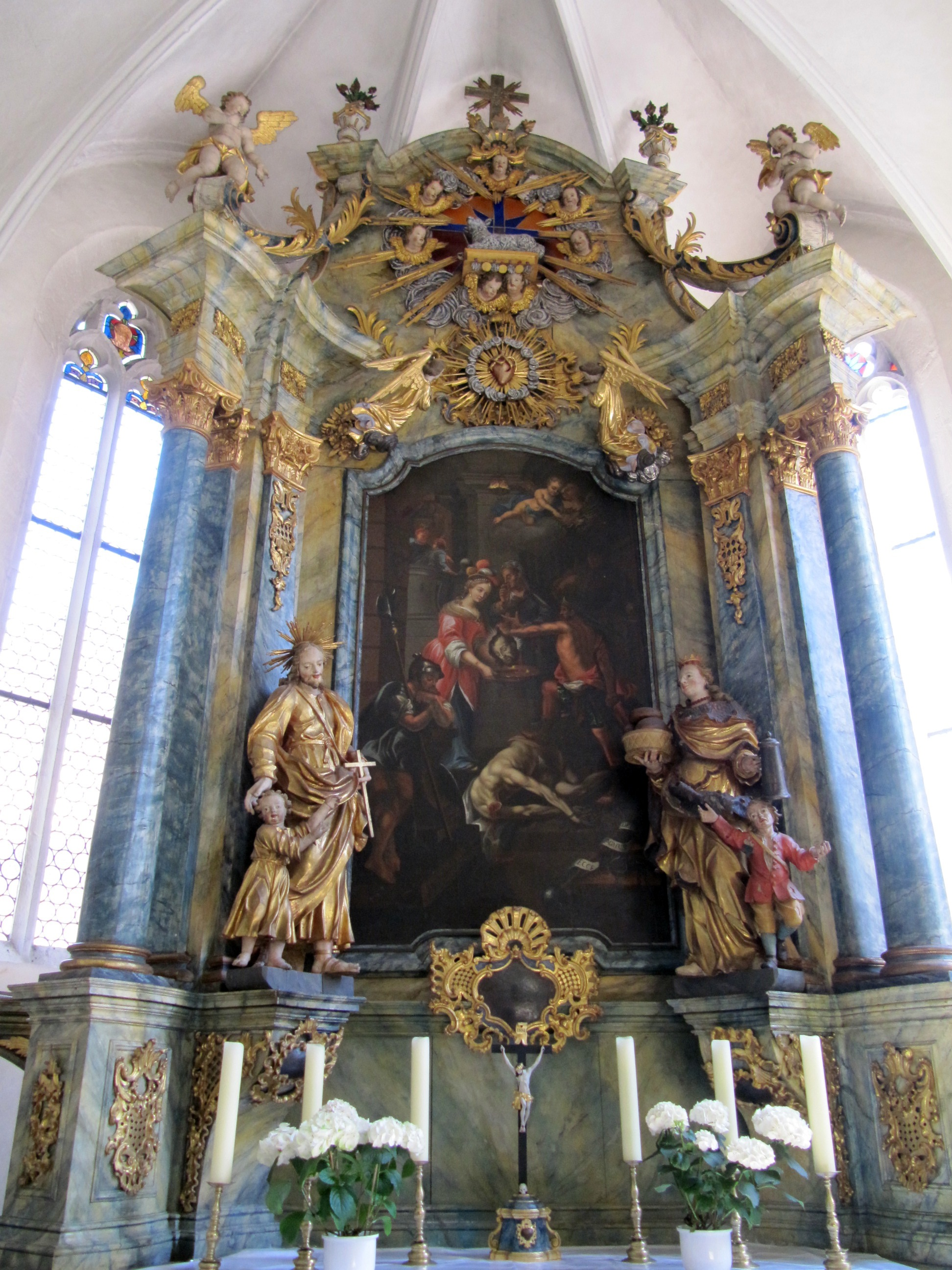
Hauptaltar der Spitalkirche
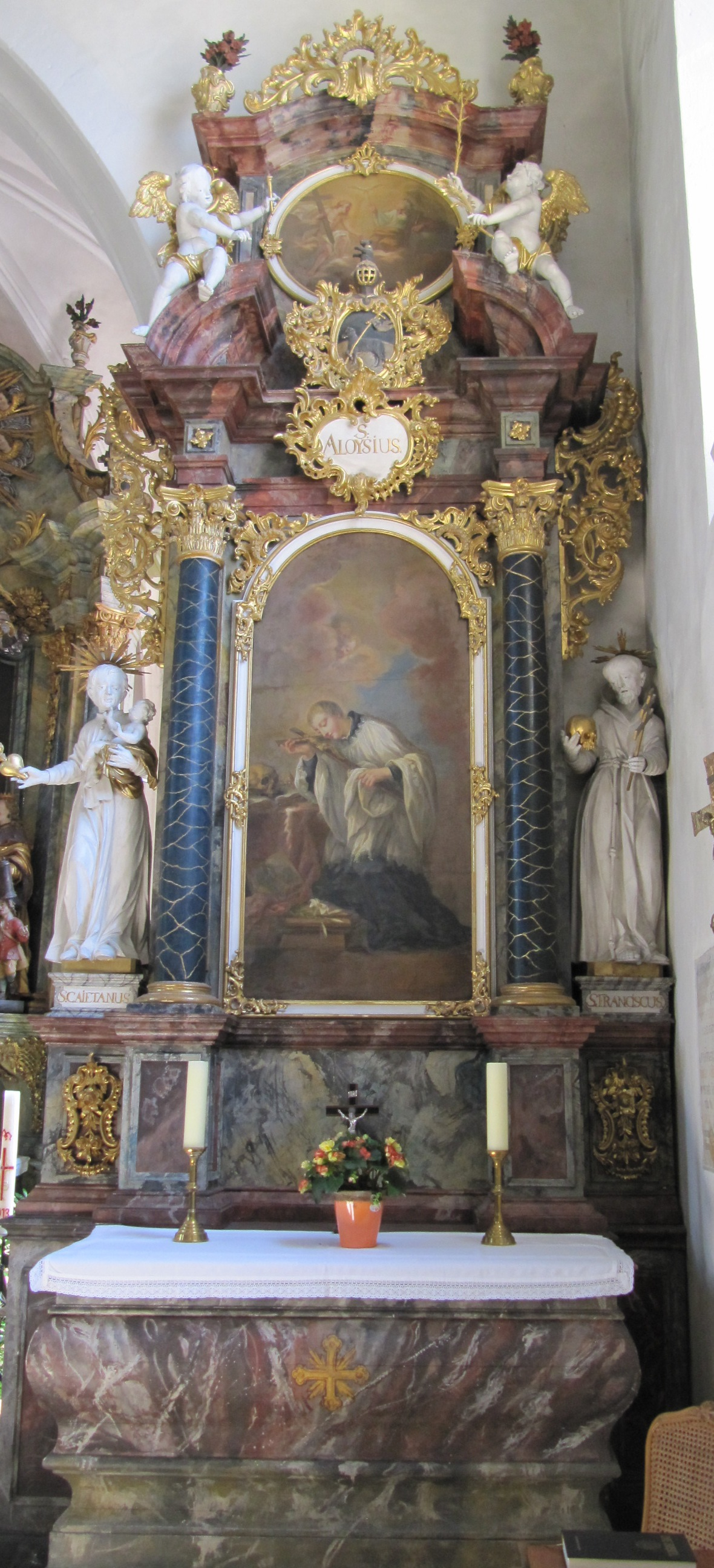
Südlicher Seitenaltar
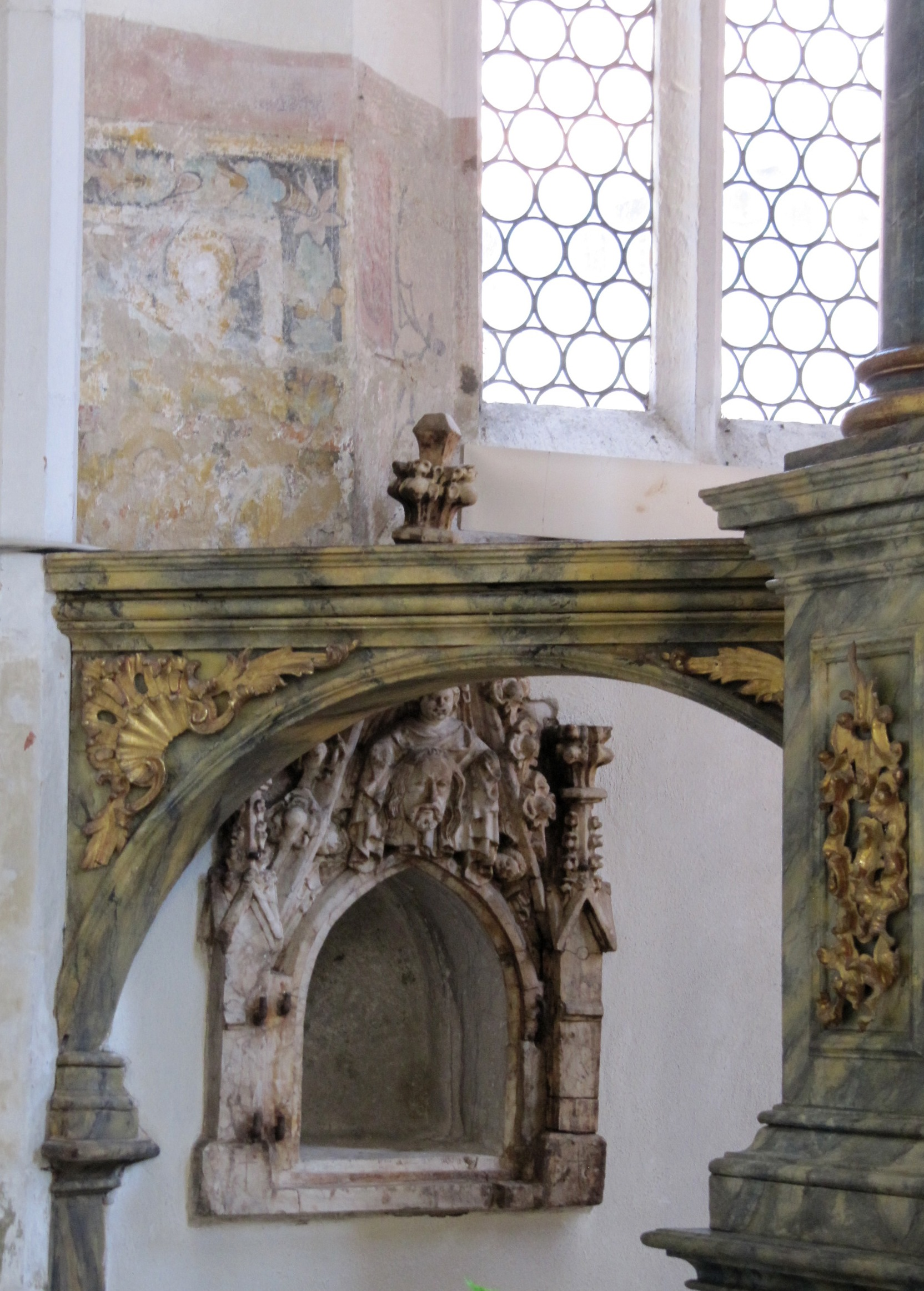
Sakramentsnische
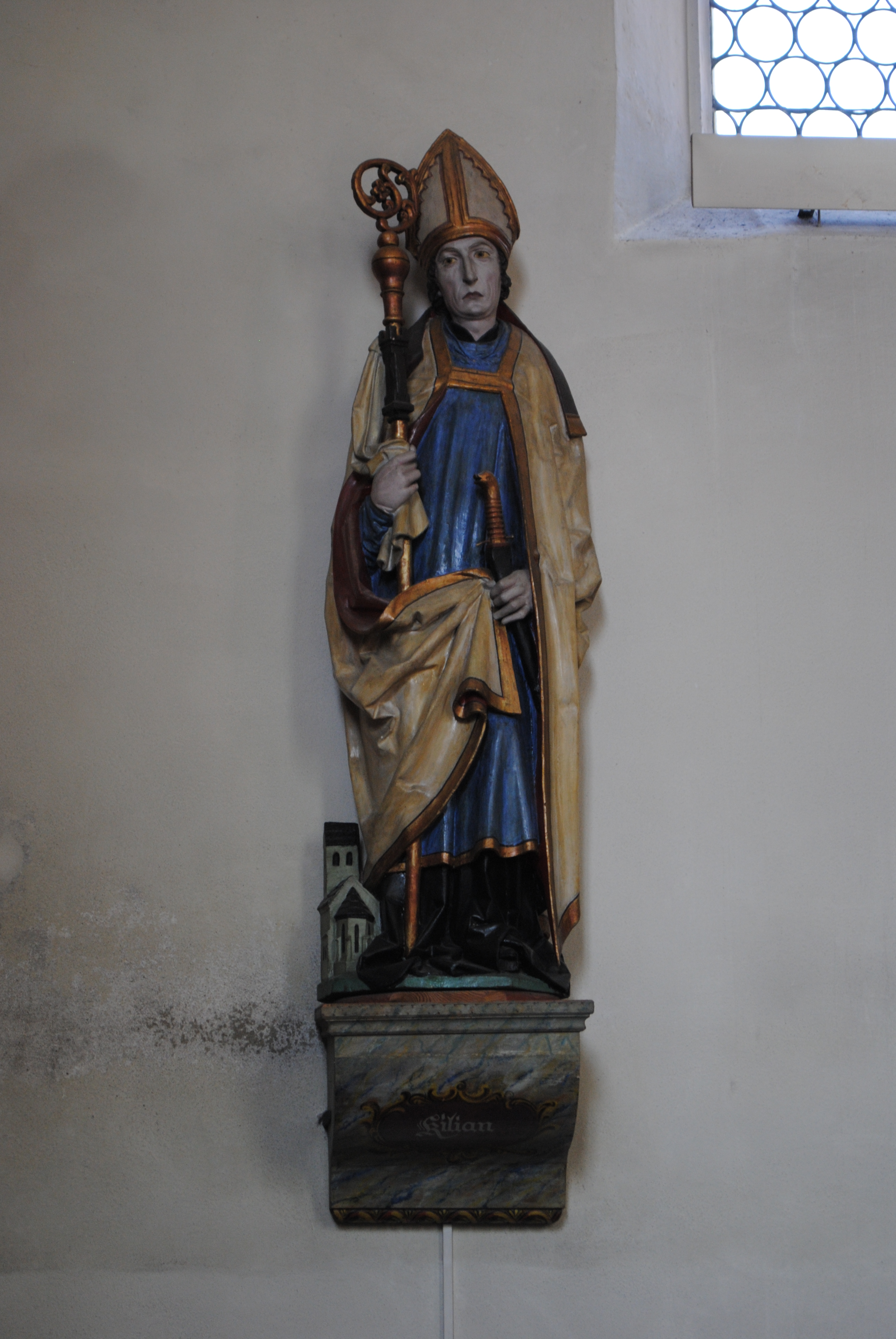
Kiliansfigur
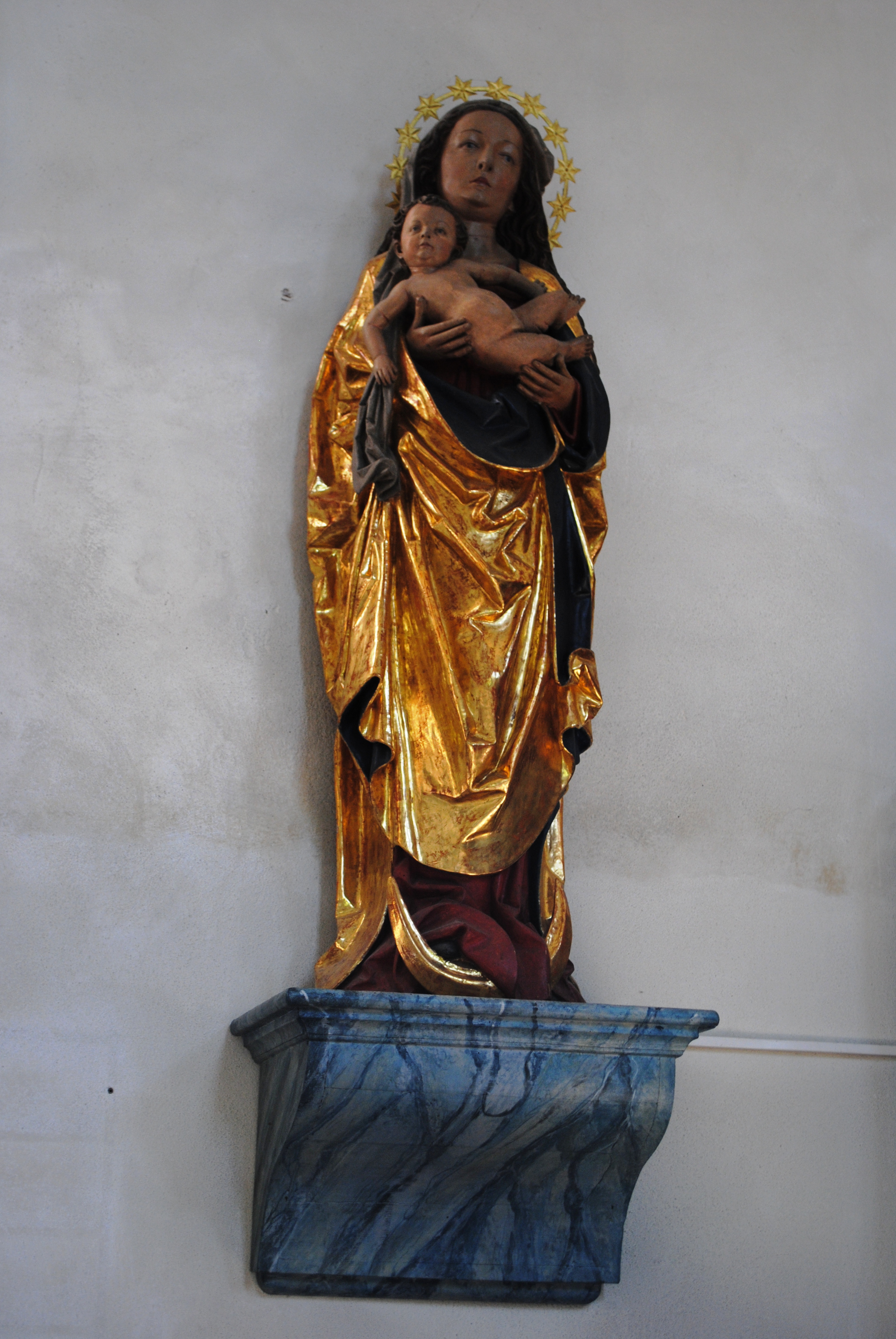
Madonnenfigur von Augustin Reuß

Der Schlussstein im Chorgewölbe zeigt das Haupt von Johannes dem Täufer. Er ist der Kirchenpatron des Sakralbaus.
Die Enthauptung Johannes des Täufers bildet auch den Mittelpunkt des Hauptaltars aus dem Jahr 1740. Das Gemälde von Johann Michael Wolcker stammt aus dem Jahre 1747. Er wird von Holzfiguren des heiligen Josef mit Jesusknaben und der heiligen Elisabeth eingerahmt. Im Auszug thront das Lamm der Apokalypse.:35
Im gleichen Jahr wurde der südliche Seitenaltar mit dem Bild des heiligen Aloysius geschaffen. Die katholischen Heiligen entstammen der Vornutzung. Auch hier begrenzen zwei Figuren den Altar. Links steht der heilige Kajetan und rechts der heilige Franziskus. Oben im Segmentgiebel finden sich das Wappen Franziskus Vollands und darüber das ovale Bild mit der heiligen Dreifaltigkeit.
Das Altarbild des nördlichen Seitenaltars zeigt den heiligen Johannes Nepomuk. Er wird eingerahmt von weißen Holzfiguren mit Vergoldungen. Links blicken die heilige Barbara und rechts der heilige Sebastian zur Gemeinde. Aus der Inschrift in der Predella erfährt der Besucher das Schöpfungsjahr 1740 und die Stifter: Hans Georg Kaspar Linck mit Ehefrau Anna Barbara.:35
Die Kanzel der Kirche entstand um 1770 und zeigt auf ihrem Schalldeckel den Namenspatron Johannes. An der Unterseite schwebt eine plastische Taube.
Die historische Steinmeyer-Orgel von 1908 wurde 1986 von der Kirchengemeinde Wilhelmsdorf erworben.:37
Im 15. Jahrhundert entstand die spitzbogige Sakramentsnische aus Speckstein.
Außerdem existieren mehrere Skulpturen. An der Nordwand befindet sich der heilige Kilian aus dem 16. Jahrhundert und eine Holzmadonna. Beide werden einem Riemenschneiderschüler, Augustin Reuß, zugeschrieben. Ebenso findet sich ein Vesperbild aus der ersten Hälfte des 17. Jahrhunderts. Mehrere Ölgemälde runden das Bild ab. Eine Holztür von 1610 führt in die Sakristei, wo ein Schlussstein die Jahreszahl 1338 vermerkt.:37